# Szín-sum-lisir
Szín-sum-lisir: "Szín, virágoztasd fel a nevet!" (uralkodott Kr. e. 623?) az Újasszír Birodalom egyik utolsó uralkodója – vagy csak trónkövetelője – volt. Az Assur-bán-apli halálát követő zűrzavaros időszakban a leletek tanúsága szerint rövid ideig lépett fel Assur-etelli-iláni és/vagy Szín-sar-iskun ellenfeleként. Sajnálatos módon az események fő forrásául szolgáló Babiloni krónikának ez a része rendkívül töredékes, ezért az említett három uralkodó uralkodásának eseményeit nehéz rekonstruálni.
A ránk maradt dokumentumokból úgy tűnik, hogy az ismeretlen háttérből érkező Szín-sum-lisir magánhadseregével biztosította Assur-etelli-iláni trónra kerülését, amiből azt a következtetést vonhatjuk le, hogy vagy hadvezéri, vagy helytartói minőségben szolgálta addig királyát. Érdemeiért a fiatal uralkodó gazdag jutalomban részesítette birtokok és adómentesség formájában.
A Babiloni krónika közlése szerint Kr. e. 623-ban Dér elszakadt Asszíriától, majd ezután valaki bevonult Nippurba, ahol elismerték királynak. Később egy 100 napig uralkodó lázadó királyról is szó esik. Mivel ebből az időszakból származnak a Szín-sum-lisirt királyként említő leletek, elképzelhető, hogy mindhárom utalás rá vonatkozik. Teljes bizonyossággal azonban nem állíthatjuk ezt (főleg a déri lázadást nem bizonyíthatjuk rá), hiszen a térségben tevékenykedett hadvezérként Szín-sar-iskun, aki pedig szintén részt vett a trónviszályban, amelyből ő került ki győztesen. Szín-sum-lisir további sorsa ismeretlen. Feltehetően tőle foglalta el egy bizonyos Itti-ili Nippurt Assur-etelli-iláni számára, akinek ekkortájt látjuk utolsó datált említését korabeli dokumentumon. 
Szín-sum-lisir szereplése a történelemben igazi ritkaság, mivel ő volt az egyetlen eunuch, aki trónkövetelőként lépett fel Asszíria földjén.